# クラウンキャッスル
クラウン・キャッスル（英: Crown Castle Inc.）は、アメリカ合衆国・テキサス州・ヒューストンに本拠を置き、電波塔や基地局、光ファイバー網など、通信インフラのリースを行う不動産投資（REIT）・管理会社。ニューヨーク証券取引所上場企業（NYSE: CCI）。

## 沿革
1994年に133の基地局をもってヒューストンで設立、基地局が1,400に増加した1998年にNASDAQに株式を上場した。2000年に資産範囲はハワイ州およびプエルトリコに広がり、2001年にニューヨーク証券取引所に上場を変更したのち、2006年10月に同業のGlobal Signal Inc.の買収を発表した。2010年にSpectraSite Communications, Inc.、2011年にはNextG Networks Inc.と、分散アンテナシステム（DAS）プロバイダーを相次いで買収した。
2012年にT-Mobile USに資産のリースを開始、2013年にAT&Tへのリースを開始したのち、2014年に正式にREITに事業形態を転換した。以降も2016年11月にネクステラ・エナジーから光ファイバーネットワークを買収するなど、無線・有線双方における通信インフラ設備の買収を続けている。なお、米国外事業については、2000年以降オーストラリアのCCALの株式を保有していたが、2015年に売却した。
米国内の売上では同業のアメリカン・タワーを上回っている。売上の87％が通信インフラ施設のリースに拠っており、うち電波塔および基地局関連が3分の2、光ファイバー網関連が3分の1となっている。顧客としては、AT&T、T-Mobile US、ベライゾン・コミュニケーションズ、スプリントの4社で全体の73％を占めている。